# 1724 Vladimir
1724 Vladimir è un asteroide della fascia principale del diametro medio di circa 34,79 km. Scoperto nel 1932, presenta un'orbita caratterizzata da un semiasse maggiore pari a 2,7111797 UA e da un'eccentricità di 0,0591444, inclinata di 12,23275° rispetto all'eclittica.
L'asteroide è dedicato al nipote dell'astronomo serbo Milorad B. Protić, che lo riscoprì nel 1952 rendendone possibile la numerazione permanente.